# 亞實基拿

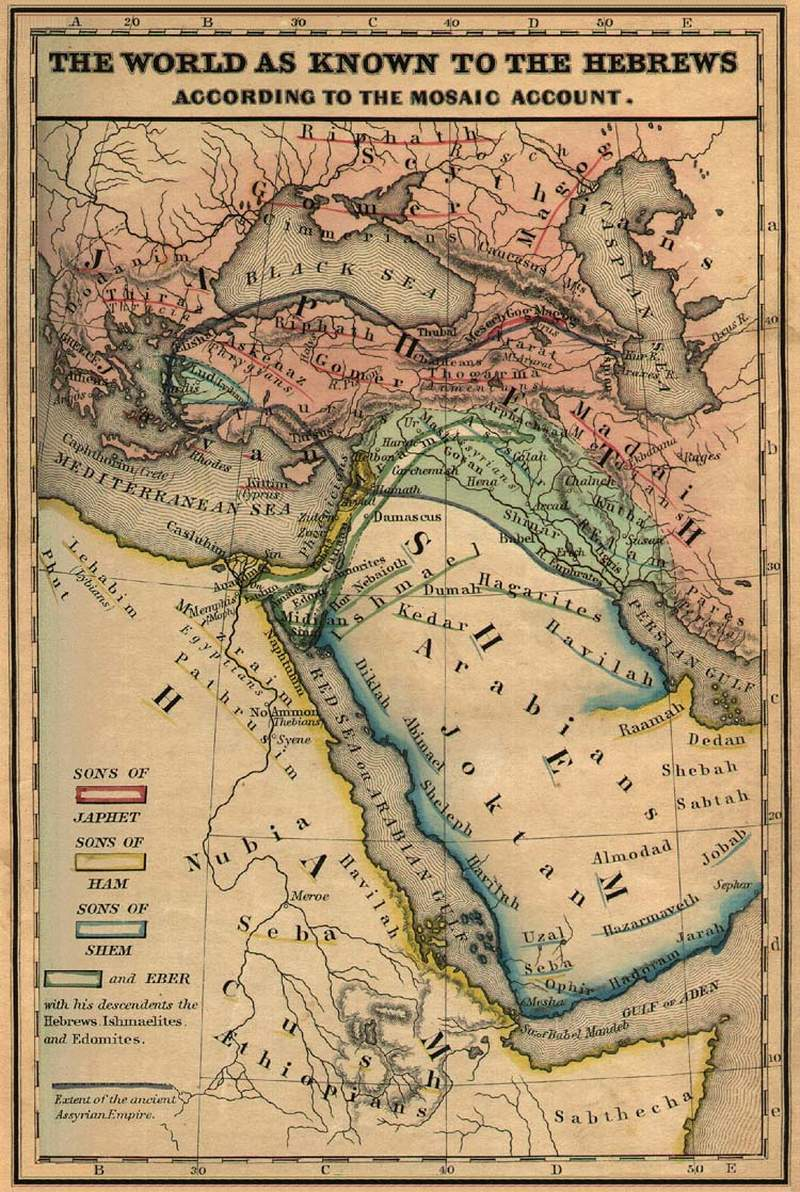
阿什肯纳茲出现在1854年的《希伯来人所知的世界》地图中的弗里吉亚中（《圣经地理历史教科书和地图集》）

亞實基拿，又譯阿什肯納茲，是記載於《塔納赫》的挪亞眾子之一。他是歌篾的長子、是雅弗家族的大家長。在猶太拉比文獻中，亞實基拿王國最初被認為與斯基提亞地區相關，然後又被認為與斯拉夫人地區相關。從11世紀開始，亞實基拿與日耳曼地區和北歐有關。
他的名字與上古時期兩河流域使用的語言阿卡德語的Aškūza（或作Aškuzai、Iškuzai）相關：這一群人當年將辛梅里亚人從上幼發拉底地區（Upper Euphrates）的亞美尼亞地區驅逐出去。
「亞實基拿」這一名稱常與中世紀時的猶太人及今日德國西部以莱茵兰為中心的地理區域聯繫在一起。結果，在該地區發展起來的猶太文化被稱為阿什肯納茲猶太文化，也是今天這名稱仍在使用的唯一形式。

## 塔納赫
根據塔納赫記載，亞實基拿（希伯來語：אַשְׁכְּנַז，拉丁字母轉寫：’Aškănaz，羅馬化：Askhanáz）是挪亞眾子的第二世代。在《創世記》第10章的家譜，他是歌篾的長子、利法和陀迦瑪的兄弟；而在《歷代誌上》第一章6節，歌篾是挪亞的孫、雅弗的兒子。
而根據《耶利米書》第51章27節，一個被稱為亞實基拿的王國被呼喚與烏拉爾圖及曼努亞人一起對抗巴比伦。這段經文這麼說：
要在境內豎立大旗、在各國中吹角、使列國豫備攻擊巴比倫、將亞拉臘、米尼、亞實基拿各國招來攻擊他．又派軍長來攻擊他、使馬匹上來如螞蚱。
根據《Encyclopaedia Biblica》：
「亞實基拿一定是其中一個遷徙的民族，在阿萨尔哈东時期，於安那托利亞的北部各省份和亞美尼亞爆發。這次大遷徙的一個分支似乎到達了爾米亞湖，因為在一次阿萨尔哈东責備的叛亂中，住在湖西南岸的曼努亞人尋求Asguza土地的Ispakai'的幫助，'一個名字（最初可能是Asgunza），Dillmann的懷疑不需要阻礙我們認識阿什肯納茲，並考慮將來自北方的一群來自印度 - 日耳曼的人，定居在烏魯米耶湖的南部。」